# Lola B08/60

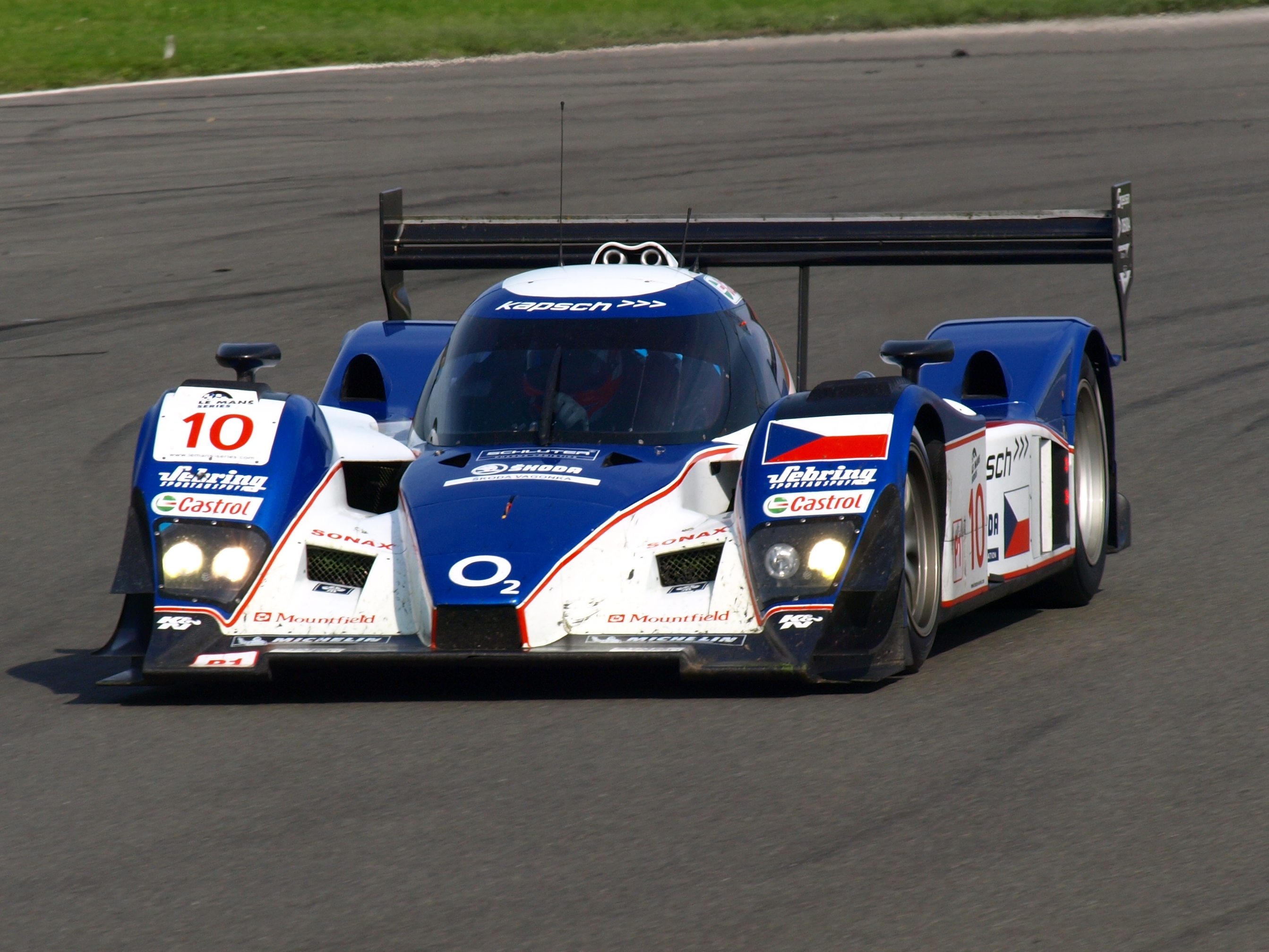
Der Charouz B08/60 beim 1000-km-Rennen von Silverstone 2008

Der Lola B08/60 ist ein von Lola entwickelter und seit 2008 eingesetzter Le-Mans-Prototyp. Er ist eine Weiterentwicklung des Lola B07/17.

## Geschichte
Der Lola B08/60 debütierte im April 2009 auf dem Circuit de Catalunya. Jan Charouz und Stefan Mücke belegten auf Anhieb Rang drei im Gesamtklassement. Beim Saisonfinale der Le Mans Series in Silverstone steigerte sich das Team auf Platz zwei. Über die gesamte Le-Mans-Series-Saison 2008 hinweg war Charouz/Mücke stärkster Verfolger der beiden Werksteams von Audi und Peugeot und bester Le-Mans-Prototyp mit Benzinmotor. Bei den 24 Stunden von Le Mans 2008 erreichte der Lola hingegen nur den neunten Platz.
Im Laufe des Jahres 2008 wurden insgesamt zwei Lola B08/60 gefertigt und an Charouz Racing System verkauft. Eines der beiden Chassis veräußerte das Team am Ende des Jahres an das Schweizer Speedy Racing Team Sebah, das den Wagen seinerseits in Le Mans und der Le Mans Series 2009 einsetzte. Speedy Racing hatte schon 2008 Erfahrungen mit der leichteren, aber schwächer motorisierten LMP2-Variante Lola B08/80 gesammelt.
Das zweite Chassis verblieb bei Charouz und wurde 2009 für den gemeinsamen Werkseinsatz von Aston Martin zu einem Lola-Aston Martin LMP1 umgerüstet. Dieses Fahrzeug nahm unter neuem Namen an der Le Mans Series und am 24-Stunden-Rennen von Le Mans teil. In dem von Prodrive und Lola weiterentwickelten Rennwagen fand weiterhin das 6,0-Liter-V12-Triebwerk Verwendung, das ursprünglich für den Aston Martin DBR9 entworfen worden war.

## Chassis
| Nr.  | Typ    | Jahr | Team                     | Motor        | Rennserie     | Anmerkungen                                 |
| ---- | ------ | ---- | ------------------------ | ------------ | ------------- | ------------------------------------------- |
| HU01 | B08/60 | 2008 | Charouz Racing System    | Aston Martin | LMS & Le Mans |                                             |
| HU01 | B08/60 | 2009 | Speedy Racing Team Sebah | Aston Martin | LMS & Le Mans |                                             |
| HU02 | B08/60 | 2008 | Charouz Racing System    | Aston Martin | LMS           |                                             |
| HU02 | B08/60 | 2009 | Aston Martin Racing      | Aston Martin | LMS & Le Mans | Umgebaut zu Lola-Aston Martin LMP1 DBR1-2/4 |